# Thérèse (Insel)
Thérèse (englisch Therese Island, französisch Île  Thérèse) ist eine Insel der Seychellen, welche knapp einen Kilometer vor der Westküste der allergrößten Insel Mahé liegt. Die Insel hat eine Länge von 1,6 km, eine Fläche von 0,739 km² (73,9 ha) und erreicht eine Höhe von 160 m über dem Meeresspiegel. Administrativ gehört sie gemeinsam mit ihrer Nachbarinsel Conception zum Verwaltungsbezirk Port Glaud.
Obwohl die Insel keine permanente Bevölkerung aufweist, wird sie nicht zuletzt wegen ihres langen Sandstrandes im Nordosten häufig von Touristen besucht.